# Sherlock Holmes : Les serviteurs de l'enfer
Sherlock Holmes : Les serviteurs de l’enfer (titre original : « Sherlock Holmes and the Servants of Hell ») est un roman de l'auteur Paul Kane (en) publié par Solaris Books au Royaume-Uni en 2016. Il est publié en français en 2025 par l'éditeur Elder Craft. 
Il s'agit d'un roman mettant en vedette le célèbre détective privé Sherlock Holmes de Arthur Conan Doyle qui croise la route des cénobites de la saga Hellraiser de Clive Barker.

## Synopsis
En 1895, on demande à Sherlock Holmes et John Watson d'enquêter sur la plus étrange des disparitions d'un homme, celui-ci s'étant tout simplement volatilisé d'une pièce fermée à clef à la suite d'un hurlement. Alors que des cas similaires se produisent un peu partout, Holmes et Watson seront amenés à rencontrer une organisation obscure dont le nom n'est prononcé qu'en murmures: L'Ordre de l'Entaille, non seulement à ses serviteurs humains qui assurent l'emprise de l'Ordre sur la Terre, mais également aux créatures surnaturelles qui le dirige, les cénobites.